# 愛仁 (道光舉人)
愛仁（？—1864年1月24日），字麗川，伊爾根覺羅氏，滿洲正紅旗人。清朝官員，舉人出身。

## 任職履歷
- 道光十一年（1831年）辛卯恩科繙譯舉人。
- 道光三十年十二月三日（1851年1月4日），由翰林院侍講學士遷任大理寺卿。
- 咸豐二年七月二十七日（1852年9月10日），調任吏部右侍郎。
- 咸豐三年三月十日（1853年4月17日），吏部右侍郎兼京營左翼總兵。
- 咸豐四年十月二十一日（1854年12月10日），革吏部右侍郎。
- 咸豐五年（1855年）五月，由京營左翼總兵授理藩院左侍郎。
- 咸豐七年二月二十六日（1857年3月21日），改禮部右侍郎。
- 咸豐八年六月十七日（1858年7月27日），改禮部左侍郎。
- 咸豐九年（1859年）十月，改吏部右侍郎。
- 咸豐十年五月四日（1860年6月22日），遷任都察院左都御史。
- 咸豐十一年（1861年）十月，改工部尚書。
- 同治元年（1862年）正月，改兵部尚書。
- 同治二年十二月十六日（1864年1月24日），卒。諡清恪。

## 家庭
- 子廣州將軍誠勳。
- 孙伊爾根覺羅氏。
- 曾孙耆齡，農工商部左侍郎。妻佟佳氏、瓜爾佳氏。
- 曾孙增齡。妻劉氏（父镶白旗汉军、历任西安、荆州与广州将军凤山 (清朝人物)）。
- 玄孙画家惠孝同（父耆齡），娶镶红旗满洲他他拉裕泰曾孫女、他他拉長敘孫女唐梅為妻，即珍妃侄女。

## 外部連結
- 愛仁 （页面存档备份，存于）

| 官衔        | 官衔                                                                               | 官衔            |
| ----------- | ---------------------------------------------------------------------------------- | --------------- |
| 前任： 瑞常 | 清朝工部滿尚書 咸豐十一年十月丙辰 - 同治元年正月己亥 1861年11月3日 - 1862年2月14日 | 繼任： 倭仁     |
| 前任： 麟魁 | 清朝兵部滿尚書 同治元年正月己亥 - 同治二年十二月戊子 1862年2月14日 - 1864年1月24日 | 繼任： 宗室載齡 |